# Hoàng Quý
Hoàng Quý (31 tháng 10 năm 1920 – 26 tháng 6 năm 1946) là một nhạc sĩ Việt Nam thuộc thời kì nhạc tiền chiến. Ông được xem là một trong những nhạc sĩ tiên phong của phong trào Tân nhạc. Ông còn là trưởng nhóm nhạc Đồng Vọng, một trong những nhóm nhạc có tầm ảnh hướng lớn tới nền âm nhạc Cách mạng của Việt Nam.
Cũng như một số nhạc sĩ đương thời ở Việt Nam, Hoàng Quý chịu ảnh hưởng từ trào lưu âm nhạc lãng mạn thời bấy giờ. Tuy vậy, thể loại chủ yếu trong sáng tác của ông vẫn là thể loại yêu nước và cách mạng. Ông được biết tới là một nhạc sĩ tiên phong sáng tác thể loại nhạc hùng, hát cộng đồng. Hoàng Quý còn là nhạc sĩ đầu tiên đã Việt hóa nhịp vanxơ của âm nhạc cao cấp phương Tây thành nhịp làng quê của Việt Nam.
Hoàng Quý qua đời vì bệnh phổi bột phát vào ngày 26 tháng 6 năm 1946. Trong cuộc đời và sự nghiệp hoạt động nghệ thuật ngắn ngủi của mình, Hoàng Quý để lại nhiều ca khúc ở các trào lưu âm nhạc khác nhau với trên 70 tác phẩm.

## Thân thế
Hoàng Quý sinh ngày 31 tháng 10 năm 1920 tại Hải Phòng nhưng ông có nguyên quán từ phủ Quốc Oai, tỉnh Sơn Tây (nay là Hà Nội). Tên khai sinh của ông là Hoàng Kim Hải, về sau đổi thành Hoàng Kim Quý. Cha ông là một thầy thuốc tên Hoàng Văn Khang xuống Hải Phòng để làm công việc y tế, nhưng lại có niềm đam mê với đàn bầu. Từ tiếng đàn bầu cũng là cơ duyên giúp ông được truyền cảm hứng âm nhạc những ngày còn bé.
Mẹ Hoàng Quý mất sớm khiến ông phải tự gánh vác mọi việc trong cuộc sống và chăm lo cho các em, trong đó có Hoàng Phú (về sau là nhạc sĩ Tô Vũ). Ông chủ yếu sống và làm việc tại Hải Phòng. Ngay từ khi còn nhỏ, Hoàng Quý có niềm đam mê hội họa và âm nhạc.

## Sự nghiệp

### Những năm đầu
Trong thời gian học ở lớp Cao đẳng tiểu học tại trường tư thục Lê Lợi, Hoàng Quý chịu nhiều ảnh hưởng từ nhạc sĩ Lê Thương. Lê Thương lúc đó đang là giáo viên môn văn học Pháp của trường. Ông cùng em trai là Hoàng Phú đã tự học nhạc cụ cổ truyền Việt Nam, về sau ông học đàn nguyệt với một nghệ nhân. Chỉ sau một thời gian ngắn, Hoàng Quý đã chơi được các bản nhạc cổ truyền dân tộc như "Bình bán", "Lưu thủy", "Kim tiền". Tuy ban đầu là một người yêu thích việc học và chơi đàn dân tộc cũng nhưng cũng giống như nhiều thanh niên xung quanh thời bấy giờ, Hoàng Quý bị tò mò và thu hút bởi âm nhạc phương Tây đang được truyền bá rộng rãi ở các thành phố lớn khắp Việt Nam.
Được chính nghệ nhân dạy đàn nguyệt khuyến khích, Hoàng Quý chuyển sang học vĩ cầm. Ở Hải Phòng thời gian này chỉ có duy nhất nhà hàng "Orphée" của một góa phụ người Pháp là nhận dạy vĩ cầm nhưng với mức học phí rất cao. Để tránh việc tốn kém, hai anh em Hoàng Quý và Hoàng Phú phải rủ thêm hai người bạn nữa cùng học trong một giờ. Họ chia ra mỗi người học trong 15 phút, người này học còn những người khác sẽ lắng nghe thật kỹ để về nhà tự luyện tập. Mặc dù vậy, sau 6 tháng họ không còn khả năng học vì hết tiền. Đầu những năm 1930 tại Hải Phòng, các phòng trà và vũ trường bắt đầu được xây dựng nhiều hơn. Những quán này thường thuê nhạc công ngoại quốc đến biểu diễn. Hoàng Quý cùng một số người bạn thường trèo lên tường của quán Mèo Đen để học lỏm những nhạc công người Philippines đang biểu diễn những điệu nhạc châu Âu đang thịnh hành thời bấy giờ như Marcia, Tango, Valse, Foxtrot cùng các nhạc cụ như Guitar, băng cầm, saxophone, contrebasses...
Từ năm 1930, Đảng Cộng sản Việt Nam ra đời, lãnh đạo cuộc đấu tranh cách mạng ở Việt Nam. Đến những năm 1936 đến 1939 là thời kỳ Mặt trận Dân chủ, trong đời sống ở âm nhạc Việt Nam đã nảy sinh khuynh hướng dân tộc, yêu nước. Nội dung chủ yếu của dòng ca khúc này là "tình cảm yêu nước và lòng tự hào với lịch sử Việt Nam". Trong khuynh hướng này, ông đã viết nhiều ca khúc gắn liền với các sinh hoạt tập thể của thanh niên như "Tiếng chim gọi đàn", "Nắng tươi", "Vui ca lên", "Xuân về".

### Hoạt động âm nhạc và Nhóm nhạc Đồng Vọng
Năm 1939, Hoàng Quý cùng Phạm Ngữ cho xuất bản bài hát "Nhớ quê hương", được xem là tác phẩm đầu tay của ông. Là học trò được Lê Thương yêu mến, khi biết Hoàng Quý có ý định ra mắt nhóm nhạc Đồng Vọng, Lê Thương đã đứng ra làm cố vấn về chuyên môn. Sau này, trong các cuộc trò chuyện về nghệ thuật, Lê Thương gọi nhóm Đồng Vọng bằng cái tên thân mật là "nhóm hip-pi tiền chiến".  Chính sức trẻ và tinh thần dân tộc của nhóm Đồng Vọng đã thôi thúc ông viết bản trường ca "Hòn vọng phu". Mùa hè cùng năm, nhóm Đồng Vọng có buổi biểu diễn đầu tiên tại Nhà hát lớn Hải Phòng. Nhóm nhạc hoạt động chỉ trong 3 năm từ 1943 đến 1945 nhưng cũng đã phát hành được 12 tập nhạc, mỗi tập từ 8 đến 12 bài với khoảng 70 tác phẩm, nhưng chủ yếu là các ca khúc có nội dung ca ngợi đất nước Việt Nam. Trong số 70 bài nhạc đó, Hoàng Quý đã sáng tác đến 60 bài. Ngoài ca khúc, ông còn viết nhạc cảnh, đáng chú ý nhất là bài "Tiếng hát chinh phu".

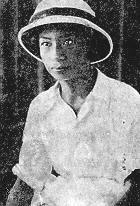
Hoàng Quý trong khoảng thời gian tham gia cách mạng

Từ năm 1940, do hoàn cảnh không thể học tiếp nữa, Hoàng Quý đã dốc hết sức vào hoạt động nghệ thuật. Kiến thức về sáng tác âm nhạc mà ông có được chủ yếu là nhờ tự học qua một số cuốn sách giáo trình phổ thông của Pháp đang lưu hành tại Việt Nam thời bấy giờ. Cũng trong thời gian này, ông xây dựng đoàn Hướng đạo sinh "Bạch Đằng" và làm trưởng đoàn cho đến lúc qua đời. Trong các hướng đạo sinh của đoàn có một nhạc sĩ như Văn Cao, Vũ Thuận, Đỗ Hữu Ích. Đây là một môi trường sinh hoạt tập thể của thanh thiếu niên giúp cho Hoàng Quý đi vào đề tài âm nhạc tuổi trẻ. Mục tiêu của nhóm Đồng Vọng cũng là sáng tác cho phong trào Hướng đạo sinh theo những chủ đề về non sông đất nước, về lịch sử và các vị anh hùng Việt Nam, đồng thời các tác phẩm phải gắn với hoạt động của phong trào Hướng đạo là tình yêu thiên nhiên, yêu lao động và sự năng động trong cuộc sống.

### Hoạt động cách mạng và tiếp tục sáng tác nhạc
Để có tiền trang trải cuộc sống, Hoàng Quý đã thành lập nhóm nhạc "Violetta" chuyên chơi nhạc trong các vũ trường ở Hải Phòng. Trong giai đoạn tiền khởi nghĩa của Cách mạng tháng Tám, Hoàng Quý là cảm tình viên của phong trào Việt Minh đang hoạt động bí mật. Nhà của ông từng là cơ sở hoạt động cách mạng của Dương Đức Hiền, Nguyễn Văn Phú, Phan Hiền... thuộc Đảng dân chủ trong Mặt trận Việt Minh. Tiếp nhận một số ca khúc cách mạng như "Tiến quân ca" của Văn Cao, "Du kích ca" của Đỗ Nhuận, "Cùng nhau đi hồng binh" của Đinh Nhu, các ca khúc thời kỳ này của Hoàng Quý đựoc sáng tác với mục đích động viên phong trào yêu nước, cổ vũ, động viên phong trào Nam tiến của vệ quốc quân Việt Nam. Trong những ngày khởi nghĩa của cuộc Cách mạng Tháng Tám, ông sáng tác một số bài hát mang tính chất cách mạng như "Sa trường tiến hành khúc", "Cảm tử quân" và nhạc cảnh "Tiếng hát chinh phu".

## Qua đời
Giữa năm 1946, khi tình hình chiến sự ở Hải Phòng trở nên căng thẳng, trong đoàn người biểu tình hô vang các khẩu hiệu ủng hộ Chính phủ Việt Nam Dân chủ Cộng hòa có một chiếc cáng do các thanh niên khuân vác. Hoàng Quý nằm trên chiếc cáng. Ông đã nhờ anh em thanh niên đưa ra dự cuộc hội họp quần chúng ủng hộ cách mạng. Ông vốn bị mắc bệnh phổi, và bệnh này bột phát vào năm 1945. Hoàng Quý qua đời trên giường bệnh ngày 26 tháng 6 năm 1946.

## Đời tư
Hoàng Quý kết hôn với ca sĩ Hoàng Oanh năm 1944, người được cho là nguyên mẫu trong bài "Cô láng giềng" nổi tiếng của ông. Hầu hết những ca khúc của nhóm Đồng Vọng đều do Hoàng Oanh hát thử lần đầu tiên. Nhạc sĩ Văn Cao đã thừa nhận ông cũng từng có tình cảm với Hoàng Oanh. Không có thông tin nào cho thấy số phận của bà về sau như nào.

## Đánh giá

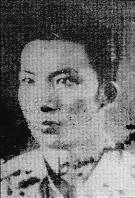
Hoàng Quý

Cũng như một số nhạc sĩ đương thời ở Việt Nam, Hoàng Quý chịu ảnh hưởng từ trào lưu âm nhạc lãng mạn thời bấy giờ, cùng với đó là sự cộng hưởng của nỗi buồn xuất phát từ tình cảm cá nhân đã khiến ông để lại một dấu ấn trong các ca khúc trữ tình như "Chiều quê", "Chừa Hương", "Trong vườn dâu"... Tuy vậy, thể loại chủ yếu trong sáng tác của ông vẫn là thể loại yêu nước và cách mạng. Ông được biết tới là một nhạc sĩ tiên phong sáng tác thể loại nhạc hùng, hát cộng đồng (tráng ca). Ông là nhạc sĩ đầu tiên đã Việt hóa nhịp vanxơ của âm nhạc cao cấp phương Tây thành nhịp làng quê của Việt Nam qua tác phẩm "Chiều quê". Mặc dù chưa được đào tạo âm nhạc qua một trường lớp chính quy nào nhưng Hoàng Quý dược xem là một trong những nhạc sĩ tiên phong của nền âm nhạc mới Việt Nam.
Một số ca khúc của ông được viết theo nhịp điệu các điệu nhảy thịnh hành tại Việt Nam thời bấy giờ như boston, slow. Ca khúc của Hoàng Quý thường có cấu trúc ngắn gọn, súc tích, nhiều bài chỉ là một đoạn nhạc gồm hai câu. Phần lớn ca khúc của ông viết ở hình thức 2 đoạn đơn tái hiện hay 2 đoạn đơn phát triển. Ông không sử dụng hai đoạn đơn tương phản.

### Đánh giá chuyên môn

#### Giai điệu
Giai điệu trong các ca khúc của ông thường theo điệu thức trưởng – thứ bảy âm. Bên cạnh những bước đi âm điệu liền bậc theo mô hình làn sóng, Hoàng Quý thường xây dựng giai điệu bằng các âm hình hợp âm rải. Trong những tác phẩm trữ tình, Hoàng Quý sử dụng phong phú các thủ pháp mô phỏng và mô tiến khi xây dựng giai điệu, đem lại cho các ca khúc của ông tính thống nhất cao. Với những bản hành khúc, ông sử dụng thủ pháp nhắc lại một âm nhiều lần nhằm tạo nên tính chất thôi thúc, dồn dập. Trong giai điệu bài hát, Hoàng Quý thường sử dụng nhiều các bước nhảy quãng 4 và quãng 5, giúp cho dòng giai điệu trở nên mạnh mẽ, dứt khoát. Các bước nhảy rộng như quãng 6, quãng 8 thi thoảng có xuất hiện, nhưng các bước nhảy quãng nghịch như quãng 7 thường không có trong giai điệu của ông. Mặc dù sử dụng điệu thức 7 âm của phương Tây là chủ yếu, song Hoàng Quý cũng kết hợp một cách tự nhiên những âm giai của điệu thức ngũ cung phương Đông.

#### Tiết tấu
Tiết tấu trong sáng tác của Hoàng Quý mang tính đơn giản, rõ ràng và có tính chất chu kỳ. Bên cạnh những tiết tấu phổ biến gồm những nốt móc đơn, nốt đen, nốt trắng, đôi khi ông còn sử dụng những tiết tấu chùm ba hay đảo phách. Các tiết tấu này khi nằm ở tốc độ chậm sẽ tạo nên âm hưởng da diết, trữ tình. Trong những bài hành khúc, ông sử dụng tiết tấu chấm giật nhằm diễn tả khí thế hùng dũng, linh hoạt cho giai điệu. Một dạng âm hình tiết tấu cũng được ông sử dụng trong nhiều bài hành khúc là sau khi sử dụng vài nốt lấy đà sẽ là ba nốt đen để tạo tính chất chững chạc, khỏe khoắn.

### Trào lưu âm nhạc lãng mạn
Theo Phó giáo sư, tiến sĩ âm nhạc Phạm Tú Hương, ca khúc lãng mạn của Hoàng Quý được chia làm 2 mảng đề tài, trong đó những ca khúc trữ tình diễn tả thiên nhiên, cảnh nông thôn và nông dân, còn mảng đề tải còn lại là những bản tình ca. Trong nhiều bản tình ca mà ông sáng tác, ca khúc nổi tiếng nhất là "Cô láng giềng". Trong các bản tình ca, ông diễn tả những khát vọng tuổi trẻ về một tình yêu lí tưởng, những tâm trạng đau buồn, đắng cay khi tình yêu tan vỡ, cũng như tình cảm xót thương trước cảnh bị chia ly, xa cách. Theo em trai ông là Tô Vũ, Hoàng Quý đã xếp những bản tình ca cũng như những ca khúc lãng mạn vào loại "nhạc tâm tình" không phải để phổ biến rộng rãi, mà khuynh hướng chủ đạo của ông là dòng nhạc thanh niên của thời kì Tân nhạc.

### Trào lưu âm nhạc yêu nước – tiến bộ
Là người yêu thích sinh hoạt tập thể, Hoàng Quý tham gia phong trào Hướng Đạo từ năm 1939. Trong thời gian này, ông đã viết rất nhiều ca khúc gắn liền với các sinh hoạt tập thể của thanh niên. Những ca khúc này đã nhanh chóng được tầng lớp thanh thiếu niên, học sinh nồng nhiệt đón nhận và hát trong những buổi sinh hoạt tập thể. Những ca khúc được đánh giá mang cảm xúc lạc quan, vui vẻ nhằm thúc giục động viên thanh niên tham gia công tác xã hội, dấn thân cho đất nước. "Trên sông Bạch Đằng" sáng tác năm 1938 của ông là một trong những ca khúc về đề tài lịch sử sớm nhất trong dòng ca khúc yêu nước – tiến bộ của Việt Nam. Do đó, bài hát này cũng có thể là một trong những bài hành khúc ra đời sớm nhất trong trào nhạc cải cách của Việt Nam. Hành khúc của Hoàng Quý có đặc điểm nổi bật là ngắn gọn, súc tích nhằm dễ phổ cập.

### Trào lưu âm nhạc cách mạng
Từ tinh thần yêu nước, Hoàng Quý đến với cách mạng bằng những hoạt động như giúp đỡ cán bộ Việt Minh bí mật hoạt động, tổ chức biểu diễn gây quỹ ủng hộ Cách mạng. Ông đã sáng tác nhiều ca khúc cách mạng với âm điệu "hào hùng, tràn đầy khí phách", và là nguồn động lực cho phong trào cách mạng đang ngày một dâng cao ở các thành phố, làng quê Việt Nam thời bấy giờ. Nổi bật trong các ca khúc cách mạng của ông là "Cảm tử quân". Sau "Cảm tử quân", trong những ngày Cách mạng Tháng Tám đang diễn biến căng thẳng, ông viết nhiều ca khúc phục vụ cách mạng như "Đường vào Nam" đã theo quân đội Việt Nam vào miền Nam tham gia chiến tranh hay như "Tuần lễ vàng" là ca khúc cổ động phong trào toàn dân ủng hộ Nhà nước Việt Nam Dân chủ Cộng hòa.

## Tác phẩm tiêu biểu

### Cô láng giềng

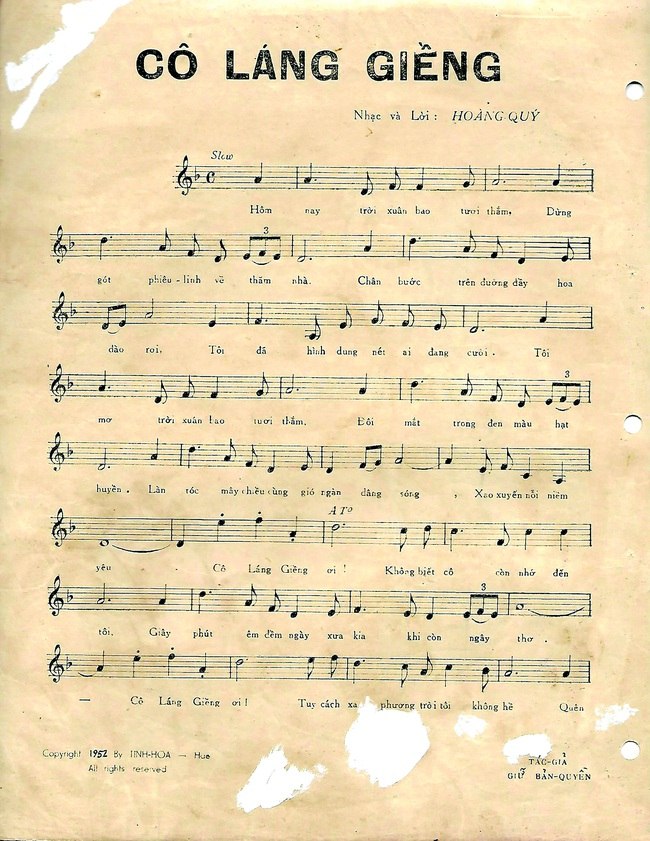
Bản nhạc "Cô láng giềng" in năm 1952

Trong quãng thời gian tuổi đôi mươi, Hoàng Quý cũng có nhiều mối tình gắn liền với sự ra đời của một số nhạc phẩm trữ tình. "Cô láng giềng" được xem là tác phẩm trữ tình nổi tiếng và làm nên tuổi của ông. Tác phẩm là kỷ niệm khắc ghi sâu đậm nhất về mối tình của ông với một cô gái người Hải Phòng. Khi Hoàng Quý đã bí mật theo Việt Minh hoạt động cách mạng, họ tạm cách xa, nhưng luôn trao đổi thư từ. Sau đó, có thông tin cho rằng mối tình đã tan vỡ do cô gái đã phản bội tình yêu của ông. Một đêm, Hoàng Quý ra khỏi giường, bật đèn, sáng tác vội vàng những cảm xúc âm nhạc, "Cô láng giềng" được sáng tác từ đó. Bái hát bộc lộ tình cảm nội tâm của nhạc sĩ. "Cô láng giềng: được công chúng, đặc biệt là tầng lớp thanh niên đón nhận và nhanh chóng được phổ biến rộng rãi. Về sau, nhạc sĩ Tô Vũ viết thêm lời 2.
Nhiều người cho rằng nhân vật cô láng giềng trong ca khúc của Hoàng Quý đã phụ tình chàng trai. Nhưng theo báo Công an nhân dân, trên thực tế, họ có một mối tình đẹp. Nhân vật cô láng giềng trong ca khúc được cho là nữ ca sĩ Hoàng Oanh. Hoàng Quý đã cưới Hoàng Oanh ngay sau khi trở về Hải Phòng năm 1944. Nhạc sĩ Tô Vũ cho biết, trong đám cưới ấy, chính nhạc sĩ Hoàng Quý đã đệm đàn cho vợ mình hát "Cô láng giềng".

### Trên sông Bạch Đằng
"Trên sông Bạch Đằng" được xem là ca khúc đầu tiên mà Hoàng Quý viết về đề tài lịch sử – yêu nước. Đây cũng được coi là một trong những bản hành khúc sớm nhất của phong trào Tân nhạc Việt Nam. Ông diễn đạt lại chiến công của quân đội nhà Trần trước chiến thắng quân Nguyên với "niềm tự hào", qua đó nhằm nhắc nhở thế hệ thanh niên nên "noi theo gương tổ tiên". Bên cạnh lòng tự hào khi sáng tác bài hát, Hoàng Quý tỏ ra cảm xúc "đau thương, uất hận" trước thực trạng Việt Nam đang bị thực dân Pháp đô hộ.

### Cảm tử quân
"Cảm tử quân" được Hoàng Quý sáng tác vào tháng 6 năm 1944 trong không khí sục sôi của những ngày chuẩn bị Cách mạng Tháng Tám. Đây là ca khúc cách mạng nổi bật nhất trong các ca khúc Cách mạng của Hoàng Quý. Cấu trúc của bài hát này chỉ là một đoạn nhạc có 2 câu. Với tiết tấu chấm giật, giai điệu tiến hành trên âm điệu hợp âm rải của giọng Fa trưởng nhằm tạo nên được tính chất hùng tráng và tự tin cần có. Ngay từ khi mới ra đời, ca khúc đã được dân chúng đón nhận, đặc biệt là tầng lớp thanh niên. Trong cả 2 cuộc chiến tranh Đông Dương và chiến tranh Việt Nam sau này, bài hát luôn được sử dụng rộng rãi.

## Danh sách tác phẩm
Hoàng Quý chỉ chủ yếu sáng tác cho thanh nhạc mà không có sáng tác cho khí nhạc. Các tác phẩm của ông được chia làm 3 trào lưu, tương ứng với 3 giai đoạn sáng tác trong cuộc đời của ông. Dưới đây chỉ liệt kê những tác phẩm đã từng được công bố.

### Lãng mạn
- "Hương quê"
- "Chùa Hương"
- "Chiều quê"
- "Đợi chờ"
- "Cô lái đò"
- "Trong vườn dâu"
- "Cô láng giềng"
- "Đêm trong rừng"
- "Đêm trăng trên vịnh Hạ Long"
- "Dưới ánh đèn xanh"
- "Đêm thu chơi thuyền dưới trăng"

### Lịch sử – yêu nước
- "Tiếng chim gọi đàn"
- "Nắng tươi"
- "Vui ca lên"
- "Xuân về"
- "Trên sông Bạch Đằng"
- "Non nước Lam Sơn"
- "Bóng cờ lau"

### Cách mạng
- "Cảm tử quân"
- "Sa trường tiến hành khúc"
- "Thanh niên cứu quốc ca"
- "Du kích tiến quân ca"
- "Vang bóng thời xưa"
- "Lên đường"
- "Tráng sĩ ca"
- "Tiếng hát chinh phu"
- "Tú Uyên" (còn gọi là "Bích Câu Kỳ Ngộ", là tác phẩm dang dở)
- "Chiều buồn trên Bạch Đằng Giang"

## Di sản
Trong cuộc đời và sự nghiệp hoạt động nghệ thuật ngắn ngủi của mình, Hoàng Quý để lại nhiều ca khúc ở các trào lưu âm nhạc khác nhau, trong đó khoảng thời gian cuối đời ông thường sáng tác những tác phẩm mang tính cách mạng. Ông là người đầu tiên biểu diễn nhạc của Lê Thương tại Nhà hát lớn Hải Phòng. Trong cả cuộc đời, ông có di sản âm nhạc trên 70 ca khúc. Trong đó có 11 ca khúc, hành khúc lâu nay bị thất lạc đã được em trai ông phát hiện và phổ biến lại vào năm 2006. Sáng ngày 20 tháng 1 năm 2022, tại Nhà hát lớn Hải Phòng, Hội đồng nghệ thuật thành phố Hải Phòng đã tổ chức thẩm định chương trình nghệ thuật "Ký ức Đồng Vọng" do Đoàn Ca múa Hải Phòng chủ trì thực hiện nhằm biểu diễn những tác phẩm của nhóm Đồng Vọng.
Hoàng Quý là nhạc sĩ đầu tiên được đặt tên cho đường/phố ở Việt Nam.